# Torre Colomera (Oropesa)
La Torre Colomera, también conocida como Torre Atalaya, Torre del Colomer, es una antigua torre de vigilancia situada en la carretera de Oropesa del Mar a Benicàssim por la costa, a 3 km al sur, junto al área de recreo de El Bovalar, sobre un promontorio calcáreo del cretáceo inferior, rodeada de coscoja y palmito, está en ruinas y se accede a ella desde la Vía Verde del Mar.
Está catalogada de forma genérica como Bien de Interés Cultural, según consta en la Dirección General de Patrimonio Artístico de la Generalidad Valenciana, con el código:
12.03.085-006.
Esta torre, junto a la Torre de la Corda (al sur) y la Torre del Rey (al norte), entre otras, forma parte del conjunto de torres de vigilancia con finalidad defensiva que rodeaban la costa de Oropesa del Mar, cerrando el círculo defensivo de norte a sur.
La torre data de los siglo XVI (1553), época en la que se producen frecuentes ataques de piratas berberiscos a la zona costera mediterránea, por lo que Fernando de Antequera inicia una fase de construcción de torre de vigilancia para poder prever y alertar de posibles ataques a la población para su defensa.
Las torres de vigilancia se construían junto a la costa, eran de considerable altura (para tener una visión más amplia tanto del mar como de las torres cercanas, a las que debían avisar mediante señales de los ataques).
Se concibió y construyó como auxiliar a la Torre del Rey en las labores de vigilancia para aumentar el control sobre la costa. Está inventariada como parte del inventario de armamento y personal de las torres del distrito de Castellón, de 1728, que fue redactado por mandato del Príncipe de Campoflorido (que fue comandante general de la provincia y capital de Guipúzcoa en 1716; capitán general de Guipúzcoa en 1718; gobernador de Ceuta en 1719-1720; capitán general de Valencia en 1723;así como embajador de España en Francia).
Suelen de planta circular y estructura es cónica, sus muros de mampostería presentan pequeñas ventanas rectangulares. Actualmente la torre está desmochada.